# Affiliate-Marketing
Affiliate-Systeme (engl. affiliate „angliedern“), auch allgemein als Affiliate-Marketing bezeichnet, sind internetgestützte Vertriebsarten, bei denen in der Regel ein kommerzieller Anbieter (engl. Merchant oder Advertiser) seinen Vertriebspartnern (engl. Affiliates oder Publisher) Provisionen anbietet. Der Produktanbieter stellt hierbei Werbemittel zur Verfügung, die der Affiliate auf seinen Websites verwendet oder über andere Kanäle wie Keyword-Advertising oder E-Mail-Marketing einsetzen kann.

## Funktionsweise
Affiliate-Systeme basieren auf dem Prinzip der Vermittlungsprovision. Technische Grundlage in der virtuellen Welt des World Wide Web ist der Link. Ein solcher Affiliate-Link enthält einen speziellen Code, der den Affiliate eindeutig beim Händler identifiziert. Vereinfacht heißt das: Durch den Link mit Partnerkennung erkennt der Händler, von wem der Kunde geschickt wurde. Eine Provision wird je nach Geschäftsmodell für die reinen Klicks auf das Werbemittel („Click“), die Übermittlung qualifizierter Kundenkontakte („Lead“) oder den Verkauf („Sale“) berechnet. Im Gegensatz zum Merchant (wörtlich: Händler; hier auch Programm-Anbieter oder -Betreiber), der Waren oder Dienstleistungen anbietet, fungiert der Affiliate also lediglich als Schnittstelle zwischen Händlern und potenziellen Kunden.
Klickt jemand also auf einen Affiliate-Link, so wird er auf die Seite des entsprechenden Händlers weitergeleitet. Hierbei werden Parameter übertragen, die die konkrete Zuordnung des generierten Umsatzes durch einen Publisher ermöglichen. Dies ist eine Form von Nutzerverfolgung. So ermöglicht ein Cookie-Tracking das Zuordnen und Verfolgen eines Besuchers anhand eines Cookies. Der auf der Festplatte des Besuchers gespeicherte Cookie ermöglicht das anschließende (auch bei zeitversetzter und unterbrochener Interaktivität) Wiedererkennen und Nachverfolgen. Das Tracking mithilfe von Cookies ist die am meisten genutzte Methode beim Affiliate-Marketing, um eine Person über eine lange Zeit dem entsprechenden Affiliate zuordnen zu können.
Mit Affiliate-Marketing-Systemen im Online-Kooperationsmanagement vermarkten Firmen ihre Produkte und Dienstleistungen durch Verlinkung auf Partner-Webseiten. Für generierten Umsatz oder messbaren Erfolg werden meist Provisionen gezahlt. Dies kann einen Vorteil für den Produktanbieter darstellen, jedoch auch einen Nachteil für den Anbieter des Werbeplatzes, da das Geschäftsrisiko des Produktanbieters je nach Wahl des Konditionsmodells zu einem nicht unerheblichen Teil auf den Werbeplatzanbieter übergeht. Da das Inventar bei dem Werbeplatzanbieter nicht unendlich vermehrt werden kann, wird er sich vorher überlegen, mit welchem Affiliate-Programm er die besten Ergebnisse erwartet. Für den Produktanbieter entsteht so Druck, ein faires Abrechnungsmodell zu finden.
Affiliate-Marketing kann grundsätzlich auch ohne Internet („offline“) umgesetzt werden. Hierzu können gedruckte Gutscheine verwendet werden, die einen Code enthalten, um die Publisher zu identifizieren. Die Vergütung erfolgt entweder als Pay-per-Lead oder Pay-per-Sale. Die weitere Abwicklung erfolgt dann meist wieder online.

## Arten von Teilnehmern

### Affiliate-System-Betreiber
Der Affiliate-System-Betreiber ist für die Bereitstellung und den Betrieb des Portals zuständig. Er soll den fehlerfreien Betrieb gewährleisten und ist für die Vermarktung des Portals zuständig. In der Realität unterscheidet man zwei Arten von Betreibern: Zum einen haben sich unabhängige Plattformen, die Affiliate-Netzwerke, etabliert, welche als Schnittstelle zwischen Händlern (Merchants) und Vertriebspartnern (Affiliates) fungieren. Diese sind vor allem für die Bereitstellung und Administration der Technik und die finanzielle Abwicklung zuständig. Andererseits sind Plattformen zu finden, innerhalb derer der Händler selbst die Betreiberfunktion übernehmen kann (sog. „In-House Programme“). Diese von den Händlern selbst betriebenen Partnerprogramme spielen im deutschen Markt kaum eine Rolle. Beim Spendenmarketing wird die Provision an eine registrierte Organisation gezahlt.

### Händler
Händler, also Werbetreibende und Merchants, stellen ihre online angebotenen Produkte und Dienstleistungen über das Affiliate-System zur Verfügung und ermöglichen den angeschlossenen Vertriebspartnern die Vermarktung der Güter über deren Websites. Den Vertriebspartnern (Affiliates, Publisher) werden kostenlose Werbemittel zur Verfügung gestellt, die sie auf ihrer Website als Gestaltungselemente einsetzen und mit denen sie (bei E-Mail-Publishern) per E-Mail werben können. Erzielt der Vertriebspartner Erfolge (durch einen Verkauf, eine Registrierung, einen Website-Besuch), berechnet der Händler die vorher für die jeweilige Vertriebsart festgelegte Provision und zahlt diese gemäß dem jeweiligen Vertrag aus. Bei Amazon wird zum Beispiel in Deutschland erst ab einem Mindestbetrag von 10 Euro ausbezahlt.

### Vertriebspartner
Vertriebspartner (Publisher, Affiliates) nutzen das Affiliate-System zur Kooperation mit den angeschlossenen Shop-Betreibern (Händler). Sie können durch den Verkauf der auf den eigenen Websites oder in Social-Media-Kanälen beworbenen Produkte profitieren.
Klickt beispielsweise ein Webseitenbesucher auf einen Affiliate-Link und schließt daraufhin einen Kauf ab, wird der Vertriebspartner, welcher die Webseite betreibt, dafür vergütet.

## Konditionsmodelle

### Pay-per-Click
Hier wird die Provision pro erfolgtem Klick auf das Werbemittel berechnet. Die Abrechnung von Sponsored Links, Werbeanzeigen über und unter den Suchergebnissen, wie bei Google Ads oder bei Yahoo Search Marketing wird nach diesem Modell berechnet. Verschiedene Techniken wie eine IP-Sperre verhindern die Abrechnung von Mehrfachklicks eines einzelnen Benutzers.
Als problematisch für den Betreiber des Affiliate-Systems erweist sich bei dieser Vergütungsform die Tatsache, dass die Qualität der weitergeleiteten Besucherströme sich nur schwer beeinflussen lässt, da anders als bei den folgenden Vergütungsmodellen keine Mindestanforderungen zu bestimmten Aktionen der Besucher bestehen. Eine Pay-per-Click-Provisionierung wird daher in der Regel bei kurzfristigen Werbekampagnen zur reinen Erhöhung der Reichweite angewandt, die nicht direkt im Zusammenhang mit dem Kauf oder Verkauf von Produkten gebracht werden können.
Die Abkürzung EPC steht für „Earnings per 100 Clicks“ und weist aus, wie viel Provision ein Werbetreibender (Advertiser) durchschnittlich für 100 Klicks an seine Websitebetreiber (Affiliates) ausschüttet. Die Begriffe „Pay per Click“ (PPC) und Cost per Click (CPC) werden dabei oft synonym verwendet, wobei eigentlich PPC das Verfahren als solches bezeichnet und CPC für den Preis pro einzelnem Klick steht. Alternative Abrechnungsmodelle sind „Cost per Order“ (CPO), „Cost per Action“ (CPA), „Cost per Lead“ (CPL) oder „Tausend-Kontakt-Preis“ (TKP).

### Pay-per-Lead
Die Provision wird pro Kontaktaufnahme durch den Kunden berechnet, beispielsweise bei Anforderung von Werbematerial durch den Kunden. Pay-per-Lead eignet sich insbesondere für die Online-Vermarktung beratungsintensiver Güter. Produkte, die sich inhaltlich komplex darstellen, werden von Kunden nur selten ohne eingehende Beratung über das Internet bestellt, weshalb eine „Pay-per-Sale“-Vergütung auszuschließen ist, da die Zuordnung eines offline bestellten Gutes zum jeweiligen Vermittler nicht möglich ist. Der Vorteil des „Pay-per-Lead“ gegenüber dem „Pay-per-Click“ besteht jedoch in der aktionsgebundenen Entlohnung des Vertriebspartners. Es wird nur qualitativ hochwertiger Traffic tatsächlich vergütet.

### Pay-per-Sale
Die Provision wird vergütet, sobald der Kunde Umsatz erzeugt. In der Regel bedeutet das den Verkauf (englisch: sale) von Waren oder Dienstleistungen an den Kunden. Ursprünglich stellte die Vergütung per Sale eine Einmalzahlung auf einen vermittelten Umsatz dar. Um Vertriebspartner stärker an das eigene System zu binden, gehen einige Affiliate-Programme jedoch dazu über, nicht den einzelnen Umsatz, sondern sämtliche Umsätze eines Kunden dem jeweils werbenden Partner zuzuschreiben und entsprechend zu vergüten, entweder innerhalb eines Zeitraumes nach Klick (üblich 30 bis 90 Tage) oder „lifetime“ (lebenslang, solange der Kunde immer wieder kauft oder Umsatz erzeugt). „Lifetime“-Systeme dieser Art finden sich derzeit fast ausschließlich im Adult-Affiliate-Segment (Affiliate-Programme mit meist pornographischem oder erotischem Inhalt). Dies lässt sich größtenteils auf die starke Konkurrenz angebotener Affiliate-Systeme zurückführen und auf die Tatsache, dass Kunden vor einem Kauf meist noch Testberichte zum Produkt lesen oder Preisvergleiche nutzen und erst später bestellen.

### Lifetime-Vergütung
Die Lifetime-Vergütung ist meist eine Kombination des Pay-per-Sale-Modells mit weiteren Aktionen, indem zum Beispiel einem Publisher (Affiliate) für jeden weiteren Einkauf des geworbenen Endkunden nochmals eine Vergütung berechnet wird. Eine in den meisten praktischen Fällen anteilige Provision wird dann auf den langfristigen, „lebenslangen“ Warenkorb des geworbenen Kunden (seit seiner erstmaligen Anmeldung in einem Shopsystem) gezahlt.

### Airtime-Vergütung
Eine Airtime-Vergütung ist speziell für den Telekommunikationsbereich entwickelt und gibt dem Publisher eine Provision für jede vom geworbenen Endkunden bezahlte Gesprächsminute, beispielsweise bei einem Handyvertrag, über eine gewisse Laufzeit. Oft gibt es dieses Konditionsmodell in Verbindung mit einer Lifetime-Vergütung.

### Weitere Modelle
Bei einigen Modellen fließen verschiedene Aktionen in die Berechnungen ein:
- Pay-per-Click-out: Der vermittelte Besucher muss auf der Website des Händlers auf einen dort gelisteten Anbieter oder auf eine weitere Seite des Sponsors klicken („Click out“). Erst dann wird dies für die Berechnung der Provision berücksichtigt. Hierdurch sollen die Nachteile des reinen „Pay-per-Click“ gemindert werden, auch als „Pay per aktiv“ bezeichnet.
- Pay-per-Link: Es wird allein das Einblenden des Links auf der Website des Affiliates gezählt und berücksichtigt. Diese Möglichkeit rechnet sich jedoch nur, wenn daraus weitere Aktionen folgen, und ist deshalb nur bei wenigen Anbietern zu finden. In der Regel ist diese technische Möglichkeit daher vertraglich an weitere Aktionen des Kunden gebunden.
- Pay-per-Print-out: Bei Terminals und Couponautomaten, die über das Internet gesteuert sind, kann der Papierausdruck vergütet werden. Vergütungsbezeichnung oder Abrechnungsbezeichnung sind „Cost per print“ und „Cost per print out“. Diese Anwendung findet sich heutzutage nur noch bei wenigen Anbietern.
- Pay-per-View: Jede getrackte (gewertete) Auslieferung eines Werbemittels wird vergütet, das heißt, es wird die Häufigkeit der Aufrufe eines Werbebanners gezählt und daraufhin der Websitebetreiber entlohnt. Da sich diese Methode in den letzten Jahren als nicht sehr effektiv erwies, wird zunehmend die Pop-up-Funktion genutzt.
- Pay-per-SignUp: Ähnlich wie „Pay-per-Lead“ wird hier nur vergütet, wenn der vermittelte Besucher sich auf der Website des Händlers anmeldet. Pay-per-SignUp ist damit eine Unterkategorie des Pay-per-Lead.
- Pay-per-Install: Hier wird die (erstmalige) Installation von Software auf einem Computer vergütet, beispielsweise Toolbars oder Demoversionen.

## Einfluss des Konditionsmodells auf den Unternehmenserfolg

### Affiliate-System-Betreiber
Der Übergang zwischen Click-, Lead- und Sale-Provisionen ist fließend. Affiliate-Systeme bieten häufig Kombinationen der oben genannten Vergütungsmodelle an, wie beispielsweise die Vergütung per Click und zusätzlich per Sale. Dies geschieht neben anderen marketingstrategischen Einflussfaktoren zumeist mit dem Ziel, innerhalb umfassender Affiliate-Netzwerke mit einer großen Anzahl angeschlossener Vertriebspartner einen möglichst hohen Aufmerksamkeitsgrad beim potentiellen Kundenkreis (Community) zu erzeugen. Die Wahl des Vergütungsmodells und die Höhe der Vergütung stellen einen entscheidenden Einflussfaktor für die Platzierung der Produkte auf den Websites der Vertriebspartner dar.

### Vertriebspartner
Je nach Wahl des Vergütungsmodells durch den Affiliate-System-Betreiber leiten sich mögliche Vermarktungsstrategien für den Affiliate ab. Eine Vergütung per Click (also pro vermitteltem Website-Besucher) bietet beispielsweise die Möglichkeit, selbst günstigeren Traffic in Suchmaschinen zu buchen und diesen an die Ziel-Website weiterzuleiten (Arbitrage). Der Partner erbringt in diesem Falle seine Leistung durch die effektive Auswahl an Suchbegriffen und die dauerhafte Überwachung des Begriffs-Portfolios. Im Gegensatz zu Pay-per-Click nutzt der Affiliate bei der Pay-per-Sale-Vergütung positive Effekte auf die langfristige Planbarkeit seines Unternehmenserfolgs, wenn diese beispielsweise mit Dauervergütung auf die Umsätze der von ihm geworbenen Kunden verbunden sind.

## Studien und Veranstaltungen
Beim Affiliate-Marketing ist vor allem die Erfolgsrate wichtig. In den letzten Jahren haben immer mehr Studien in diesem Bereich hervorgehoben, dass es wichtig ist, wie etwas beim Kunden ankommt und welcher Nutzen daraus auch für den Anbieter entsteht. Auch im Bereich der Gutscheine hat sich das Affiliate-Marketing manifestiert. Gutscheine gibt es in den letzten Jahren immer häufiger. Sie sind nicht nur in Briefkästen und im Mailordner zu finden, sondern werden auch gerne Paketen beigelegt. Um die Relevanz und die Reichweite der Gutscheine nachweisen zu können, sind Studien in diesen Bereichen unerlässlich.
Die Reichweite bei Gutscheinen wird durch die hohe Aussendung erreicht. Allerdings ist damit noch nicht die Relevanz ermittelt. Die Relevanz eines Gutscheines kommt erst dann zum Tragen, wenn der Kunde diesen auch einlöst. Stand bisher immer wieder das sogenannte Gießkannenprinzip im Vordergrund, wird dieses bereits von zahlreichen anderen Methoden abgelöst, die weitaus effektiver sind. So wird die Relevanz auch von Affiliate-Programmen unterstützt. Kann der Hersteller erst durch das Einlösen eines Gutscheines einen Gewinn verzeichnen und nicht bereits durch die Versendung, wird mehr Augenmerk auf die Attraktivität des Gutscheines gelegt. Nur wenn das Interesse des Kunden gesteigert werden kann, wird auch der Gutschein an Relevanz gewinnen. Durch diese Methode kann nicht nur der Hersteller selbst als Gewinner gesehen werden, sondern auch der Kunde, der bei seinem Einkauf in den Genuss eines Preisnachlasses kommt, einen sonstigen Rabatt erhält oder an einer Vorteilsaktion teilnimmt. Kunden fühlen sich durch relevante Gutscheine nicht betrogen, sondern sehen darin eine kleine Belohnung für einen getätigten Einkauf. Haben Gutscheine eine hohe Relevanz, dann steigt auch das Image des Herstellers an, denn der Kunde ist zufriedengestellt.
Je mehr das Image eines Unternehmens steigt, desto höher wird auch die Einlösequote der Gutscheine sein. Gutscheine werden in letzter Zeit auch immer häufiger im Internet angeboten, da sich der Einkauf in den letzten Jahren einfach immer mehr in den Online-Bereich verschoben hat. Zwar hatten Gutscheine immer wieder Kritik erleben müssen, aber in Studien wurde sehr wohl belegt, dass 90 Prozent der Deutschen ihre Gutscheine einlösen. Vor allem durch Affiliate-Systeme und die neue Technologie wurden Gutscheine wieder zum Leben erweckt und sind den schlechten Ruf rasch wieder losgeworden. Laut Studien gibt es aber einige Gründe für Kunden, Gutscheine nicht einzulösen:
- Der Absender scheint nicht vertrauenswürdig zu sein.
- Der Mindestbestellwert zum Einlösen des Gutscheins ist sehr hoch, so dass das Angebot insgesamt nicht attraktiv erscheint.
- Gutscheine können ausschließlich von Neukunden und nicht von treuen Bestandskunden eingelöst werden.

Zentrale Veranstaltungen für Affiliate-Marketing-Experten sind die jährlich in München stattfindende Affiliate Tactixx und die a4uexpo, die 2014 in Berlin gastierte.

## Haftungsfragen
Mehrfach waren Affiliate-Programme Gegenstand gerichtlicher Auseinandersetzungen. In den meisten Fällen ging es dabei um die Frage, ob der Werbetreibende (Merchant) für Rechtsverletzungen seiner Publisher (Affiliates) haftbar gemacht werden kann. Fast einhellig gingen die Gerichte davon aus, dass es sich beim Affiliate um einen „Beauftragten“ des Händlers, etwa im Sinne des § 8 Abs. 2 UWG, handelt. Demnach haftet ein Unternehmen auch für Rechtsverletzungen, die durch Mitarbeiter oder Beauftragte begangen werden. Ähnliche Regelungen gibt es auch in anderen Rechtsvorschriften, etwa im Markenrecht (§ 14 Abs. 7, § 15 Abs. 6 MarkenG) oder im Urheberrecht (§ 100 UrhG): „Beauftragter“ im Sinne dieser Regelungen ist, wer, ohne Mitarbeiter zu sein, im oder für das Unternehmen eines anderen aufgrund eines vertraglichen oder anderen Verhältnisses tätig ist. Ob dabei ein unmittelbares Vertragsverhältnis zwischen Affiliate und Händler besteht oder ob ein Affiliate-Netzwerk Verträge mit beiden Parteien abschließt, ist unerheblich. Auch vertragliche Haftungsausschlüsse haben auf die Haftung gegenüber Dritten keine Auswirkungen. Sie sind vielmehr ein Indiz dafür, dass der Werbetreibende Einfluss auf das Verhalten des Publishers nehmen kann, etwa mit Vertragsstrafen oder Vertragskündigung. Neben der Beauftragtenhaftung ist auch eine Verantwortlichkeit des Händlers als Störer möglich.